# Tmarus digitiformis
Tmarus digitiformis är en spindelart som beskrevs av Yang, Zhu och Song 2005. Tmarus digitiformis ingår i släktet Tmarus och familjen krabbspindlar. Inga underarter finns listade i Catalogue of Life.